# Чамли, Томас, 4-й барон Деламер
Томас Питт Гамильтон Чамли, 4-й барон Деламер (англ. Thomas Pitt Hamilton Cholmondeley, 4th Baron Delamere), также известный как Почтенный Томас Чамли (англ. The Honourable Thomas Cholmondeley) или Том Деламер (англ. Tom Delamere; 19 августа 1900 — 13 апреля 1979) — британский предприниматель, наследственный пэр, барон Деламер. Владел ранчо Сойсамбу в Кении.

## Биография

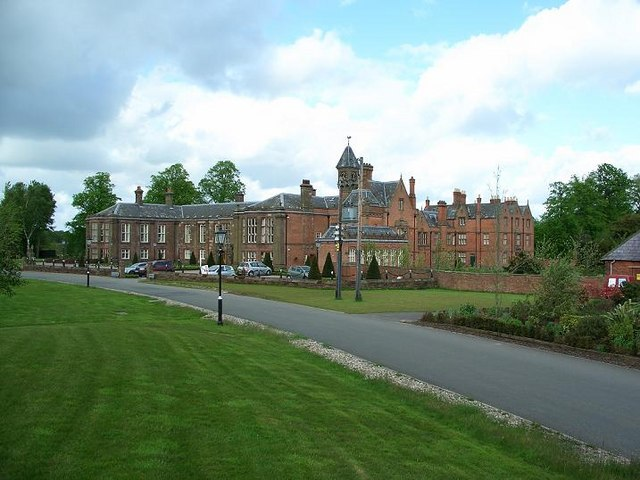
Бывшее поместье баронов Деламер Вэйл-Ройал, продано в 1947 году

Родился в семье Хью Чамли, 3-го барона Деламер, титул наследовал в 1931 году. Мать — леди Флоренс Энн Коул, англо-ирландская аристократка, дочь Лоури Эгертона Коула, 4-го графа Эннискиллена. Чамли был непрямым потомком первого британского премьер-министра Роберта Уолпола. Учился в Итоне.
Титул барона Деламера Хью Чамли получил в 1931 году. Чамли принадлежали родовое поместье и несколько имений в Чешире на севере Англии, однако большую часть жизни лорд Чамли провёл в Кении, занимаясь её экономическим развитием. В 1934 году Том Деламер переехал с семьёй в имение Вейл-Ройал-Эбби, однако в 1939 году покинул его после того, как правительство Великобритании переоборудовало его в полевой госпиталь для раненых солдат. Во Второй мировой войне лорд Чамли сражался в составе Валлийской гвардии, дослужился до звания капитана. После войны он вернул право на поместье, но в 1947 году продал и дом, и земли. Занимал после войны пост председателя компании Everitts Advertising Ltd..

## Семья
4-й барон Чамли был женат трижды.
- 14 июня 1924 года он женился на Филлис Энн, дочери лорда Джорджа Уильяма Монтегю Дугласа Скотта (1866–1947) и леди Элизабет Эмили Мэннерс (1878—1924). По отцовской линии была внучкой Уильяма Скотта, 6-го герцога Баклю, по материнской — внучкой Джона Меннерса, 7-го герцога Ратленда. Развелись в 1944 году. В браке родились трое детей:
  - почтенная Элизабет Флоренс Марион (26 декабря 1925 — 1988)
  - почтенная Энн Джанетта Эссекс (2 сентября 1927 — 18 октября 2013)[4]
  - Хью Джордж (18 января 1934-2024).
- 15 июня 1944 года лорд Деламер женился второй раз на почтенной Рут Мэри Кларисс Эшли (1906—1986), дочери подполковника Уилфрида Уильяма Эшли, 1-го барона Маунт Темпла[англ.] (бывшего члена кабинета министров Великобритании от консерваторов) и Амалии Мэри Мод Кассель. Развёлся в 1955 году.
- 26 марта 1955 года лорд Деламер женился на Дайане Колдуэлл (1913—1987), дочери Сеймора Колдуэлла, более известной под фамилией Дельвес-Броутон[5].

13 апреля 1979 года Томас Чамли, 4-й барон Деламер, скончался. Его наследником стал Хью Чамли, получивший титул 5-го барона Деламера.